# نادي الفجيرة الدولي للرياضات البحرية

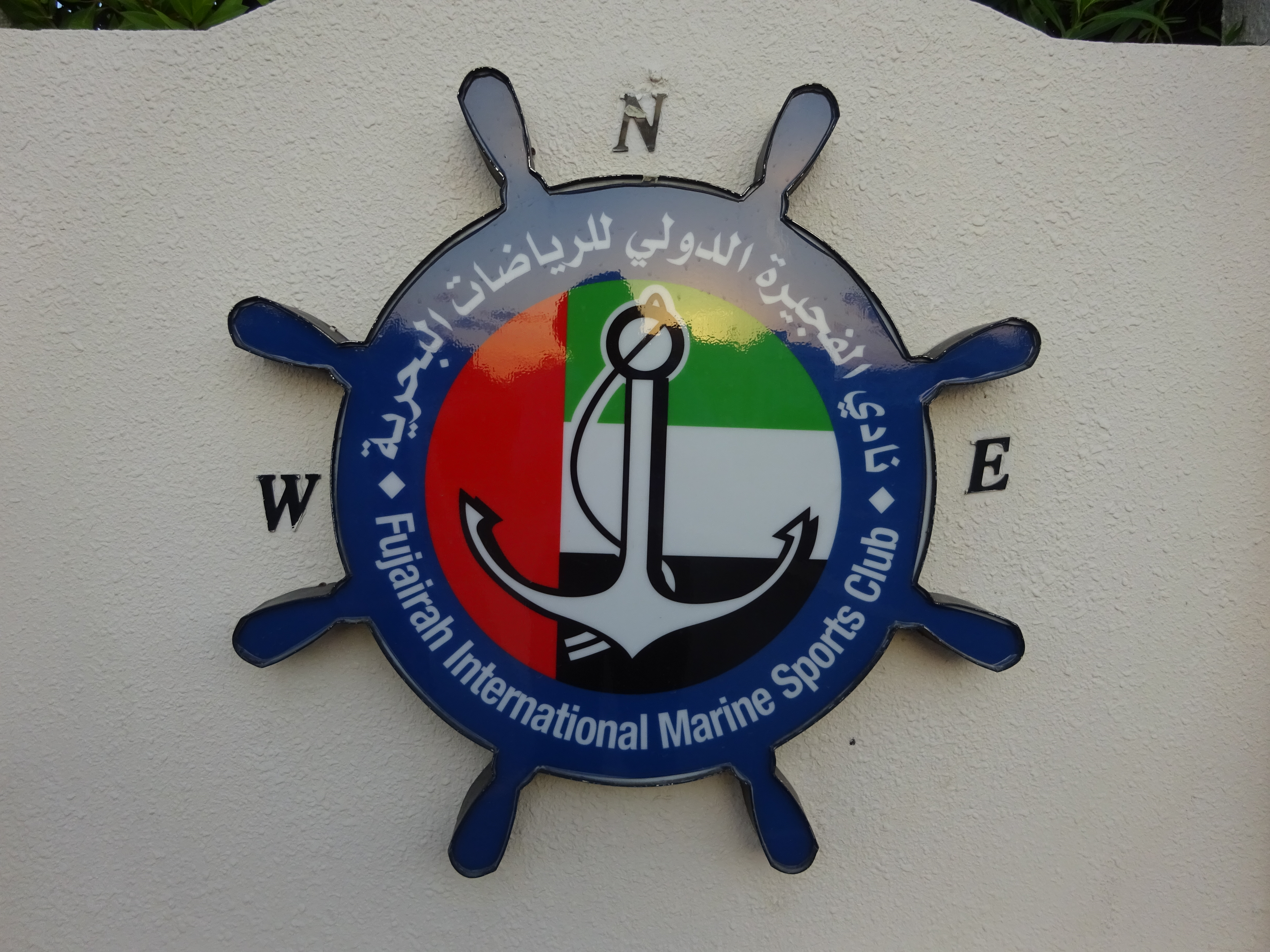
شعار نادي الفجيرة الدولي للرياضات البحرية

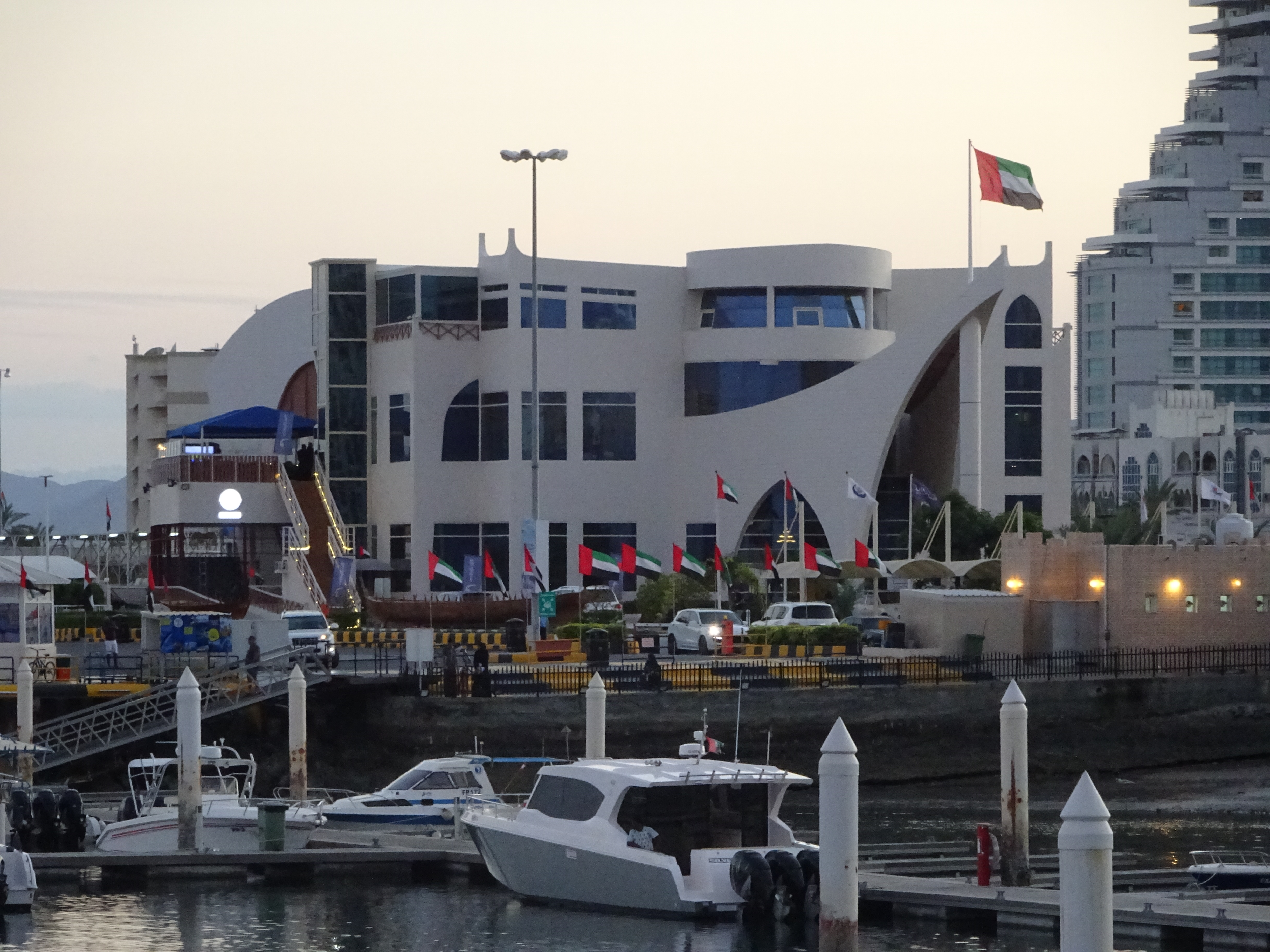
نادي الفجيرة الدولي للرياضات البحرية

نادي الفجيرة الدولي للرياضات البحرية ( FIMC ، الذي أعيد تسميته الآن باسم نادي الرياضات البحرية  ) هو ناد مخصص للقوارب الترفيهية في مدينة الفجيرة ، الإمارات العربية المتحدة .
تأسس في عام 1999 ، برعاية الشيخ حمد بن محمد الشرقي ، حاكم الفجيرة . تشمل المرافق رحلات صيد الأسماك والتزلج على الماء والقوارب السريعة . ينظم النادي رحلات الصيد في أعماق البحار. يوجد شاطئ صغير وكذلك نادي للغوص. النادي به مرافق مرسى تتسع لـ 120 قاربًا ، مع ورشة للإصلاحات. ينظم النادي أيضا بطولة (مثل، البطولة السنوية الفورمولا 2000 للزوارق السريعة ) يوجد مطاعم وبار في النادي.
يقع النادي على كورنيش الفجيرة قبالة طريق الكورنيش .

## روابط خارجية
- الموقع الرسمي
- نادي الفجيرة الدولي للرياضات البحرية  على فيسبوك.
- fujmarina على تويتر.
- نادي الفجيرة الدولي للرياضات البحرية على إنستغرام